# Rubroboletus
Rubroboletus ist eine Pilzgattung aus der Familie der Dickröhrlingsverwandten (Boletaceae). Markant ist die Merkmalskombination aus rötlicher Hutoberfläche, einer orange-roten bis blutroten Oberfläche der Röhrenschicht, gelben Röhren, einem pinken bis roten Netz oder ebenso gefärbten Punkten auf der sonst gelben Stieloberfläche, bläulicher Verfärbung bei Verletzung, ein nicht amyloides Fleisch, oliv-braunem Sporenpulver, glatten Sporen und einer verwobenen trichodermalen Hutdeckschicht.
Die Typusart ist Rubroboletus sinicus.

## Merkmale

### Makroskopische Merkmale
Die in Hut und Stiel gegliederten Fruchtkörper haben ein röhrenförmiges Hymenophor. Der Hut hat eine halbkugelige, polsterartige oder flache Form und ist gräulich, pink bis rot gefärbt. Das weiße, gelbliche bis zitronengelbe Fleisch (Trama) blaut schnell bei Luftkontakt. Die Röhrenschicht hat eine orange-rote bis blutrote, im Alter auch orange-gelbe Oberfläche und verfärbt sich auf Druck rasch blau. Die Röhren besitzen dagegen eine gelbe bis oliv-grüne Farbe, blauen sofort bei Verletzung und nehmen dann langsam wieder die ursprüngliche Farbe an. Der zentrale Stiel ist mit einem pinken, roten bis braun-roten Netz oder ebenso gefärbten Punkten bedeckt.

### Mikroskopische Merkmale
Die Hutdeckschicht (Pileipellis) ist ein verwobenes Trichoderm aus mehr oder weniger vertikal ausgerichteten, manchmal gelatinisierten faserigen Pilzfäden (Hyphen). Die Hymenophoraltrama ist boletoid. Die annähernd spindeligen bis eiförmig-elliptischen Sporen sind glatt und leicht dickwandig. Die sterilen Elemente auf der Röhrenfläche (Pleurozystiden) und den Röhrenmündungen (Cheilozystiden) sind flaschenförmig und dünnwandig. Schnallen an den Zwischenwänden (Septen) der Pilzfäden fehlen. Eine Amyloidreaktion wurde nicht beobachtet.

## Gattungsabgrenzung
Rubroboletus teilt einige Merkmale mit der Gattung Suillellus, wie die blutrote Oberfläche der Röhrenschicht und die blaue Verfärbung auf Druck. Suillellus unterscheidet sich von Rubroboletus durch den gelblich-braunen bis dunkelbraunen Hut, den gelb bis braun genetzten Stiel und ausschließlich amyloide Hyphen im Fleisch, wohingegen die Vertreter von Rubroboletus einen gräulich-roten bis leuchtend roten oder dunkelroten Hut, ein rosafarbenes bis rotes Stielnetz und nicht amyloide Hyphen haben.
Caloboletus ist ein wenig mit Rubroboletus verwandt. Obwohl beide Gattungen den genetzten Stiel und das Blauen gemein haben, unterscheidet sich Caloboletus deutlich durch den einzigartigen bitteren Geschmack und die gelbe Oberfläche der Röhrenschicht – ausgenommen Caloboletus firmus mit der orange-roten Oberfläche.
Crocinoboletus unterscheidet sich von Rubroboletus durch die prächtige orange Farbe der Fruchtkörper, die auf den ungewöhnlichen Boletocrocin-Polyene-Pigmenten beruhen, und die bläulich-olivfarbene Verfärbung auf Druck in allen Teilen des Fruchtkörpers.
Exsudoporus-Arten haben ebenfalls einen rötlichen Hut, eine blutrote bis orange-rote Oberfläche der Röhrenschicht und verfärbt bläulich auf Druck. Sie können jedoch durch das auffallend erhabene Stielnetz und die einzigartigen Poren, die jung Exsudat-Tröpfchen bilden, erkannt werden.
Einige Neoboletus-Arten wie Neoboletus magnificus und der Flockenstielige Hexen-Röhrling (Neoboletus luridiformis) (= Boletus erythropus im Sinne einiger Autoren) sehen ebenfalls den Vertretern von Rubroboletus ähnlich. Neoboletus magnificus hat einen spärlich genetzten Stiel, der immer mit rot-gepunkteten Elementen bedeckt oder mit rotem Fäserchen gestreift ist. Neoboletus luridiformis hat einen braunen bis dunkelbraunen Hut und einen keulenförmigen Stiel, der mit dichten orange-roten Flocken bedeckt ist.

## Ökologie
Rubroboletus-Arten bilden Ektomykorrhiza mit verschiedenen Laub- und Nadelbäumen.

## Arten
Die Gattung Rubroboletus umfasst weltweit 13 Arten, von denen 7 in Europa vorkommen bzw. zu erwarten sind.
| Rubroboletus weltweit |                              |                                                               |
| \| Deutscher Name \| Wissenschaftlicher Name \| Autorenzitat \| \| --------------------------------------------- \| ---------------------------- \| ------------------------------------------------------------- \| \| \| Rubroboletus latisporus \| Kuan Zhao & Zhu L. Yang 2014 \| \| Blutroter Hexen-Röhrling \| Rubroboletus dupainii \| (Boudier 1902) Kuan Zhao & Zhu L. Yang 2014 \| \| \| Rubroboletus eastwoodiae \| (Murrill 1910) D. Arora, C. F. Schwarz & J.L. Frank 2015 \| \| \| Rubroboletus haematinus \| (Halling 1976) D. Arora & J.L. Frank 2015 \| \| Le Gals Purpur- oder Falscher Satans-Röhrling \| Rubroboletus legaliae \| (Pilát & Dermek 1969) Della Maggiora & Trassinelli 2015 \| \| Wolfs-Röhrling \| Rubroboletus lupinus \| (Fries 1838) Costanzo, Gelardi, Simonini & Vizzini 2015 \| \| \| Rubroboletus pulcherrimus \| (Thiers & Halling 1976) D. Arora, N. Siegel & J.L. Frank 2015 \| \| Schöngefärbter Röhrling \| Rubroboletus pulchrotinctus \| (Alessio 1985) Kuan Zhao & Zhu L. Yang 2014 \| \| \| Rubroboletus rhodosanguineus \| (Both 1998) Kuan Zhao & Zhu L. Yang 2014 \| \| Blasshütiger oder Rosahütiger Purpur-Röhrling \| Rubroboletus rhodoxanthus \| (Krombholz 1836) Kuan Zhao & Zhu L. Yang 2014 \| \| Weinroter Purpur-Röhrling \| Rubroboletus rubrosanguineus \| (Cheype 1983) Kuan Zhao & Zhu L. Yang 2014 \| \| Satans-Röhrling oder Satanspilz \| Rubroboletus satanas \| (Lenz 1831) Kuan Zhao & Zhu L. Yang 2014 \| \| \| Rubroboletus sinicus \| (W.F. Chiu 1948) Kuan Zhao & Zhu L. Yang 2014 \| |                              |                                                               |
| Deutscher Name | Wissenschaftlicher Name      | Autorenzitat                                                  |
| | Rubroboletus latisporus      | Kuan Zhao & Zhu L. Yang 2014                                  |
| Blutroter Hexen-Röhrling | Rubroboletus dupainii        | (Boudier 1902) Kuan Zhao & Zhu L. Yang 2014                   |
| | Rubroboletus eastwoodiae     | (Murrill 1910) D. Arora, C. F. Schwarz & J.L. Frank 2015      |
| | Rubroboletus haematinus      | (Halling 1976) D. Arora & J.L. Frank 2015                     |
| Le Gals Purpur- oder Falscher Satans-Röhrling | Rubroboletus legaliae        | (Pilát & Dermek 1969) Della Maggiora & Trassinelli 2015       |
| Wolfs-Röhrling | Rubroboletus lupinus         | (Fries 1838) Costanzo, Gelardi, Simonini & Vizzini 2015       |
| | Rubroboletus pulcherrimus    | (Thiers & Halling 1976) D. Arora, N. Siegel & J.L. Frank 2015 |
| Schöngefärbter Röhrling | Rubroboletus pulchrotinctus  | (Alessio 1985) Kuan Zhao & Zhu L. Yang 2014                   |
| | Rubroboletus rhodosanguineus | (Both 1998) Kuan Zhao & Zhu L. Yang 2014                      |
| Blasshütiger oder Rosahütiger Purpur-Röhrling | Rubroboletus rhodoxanthus    | (Krombholz 1836) Kuan Zhao & Zhu L. Yang 2014                 |
| Weinroter Purpur-Röhrling | Rubroboletus rubrosanguineus | (Cheype 1983) Kuan Zhao & Zhu L. Yang 2014                    |
| Satans-Röhrling oder Satanspilz | Rubroboletus satanas         | (Lenz 1831) Kuan Zhao & Zhu L. Yang 2014                      |
| | Rubroboletus sinicus         | (W.F. Chiu 1948) Kuan Zhao & Zhu L. Yang 2014                 |

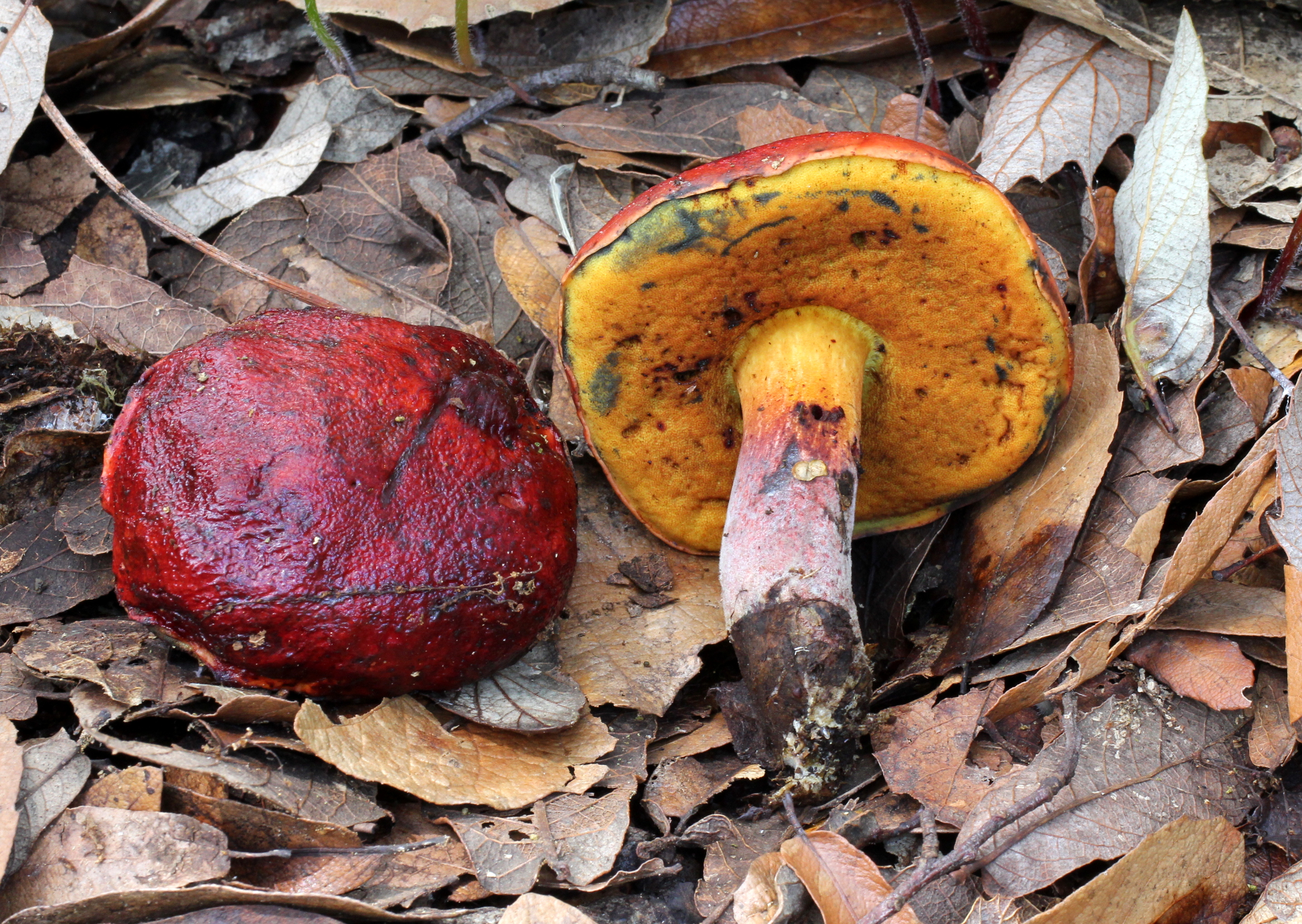
Blutroter Hexen-Röhrling Rubroboletus dupainii
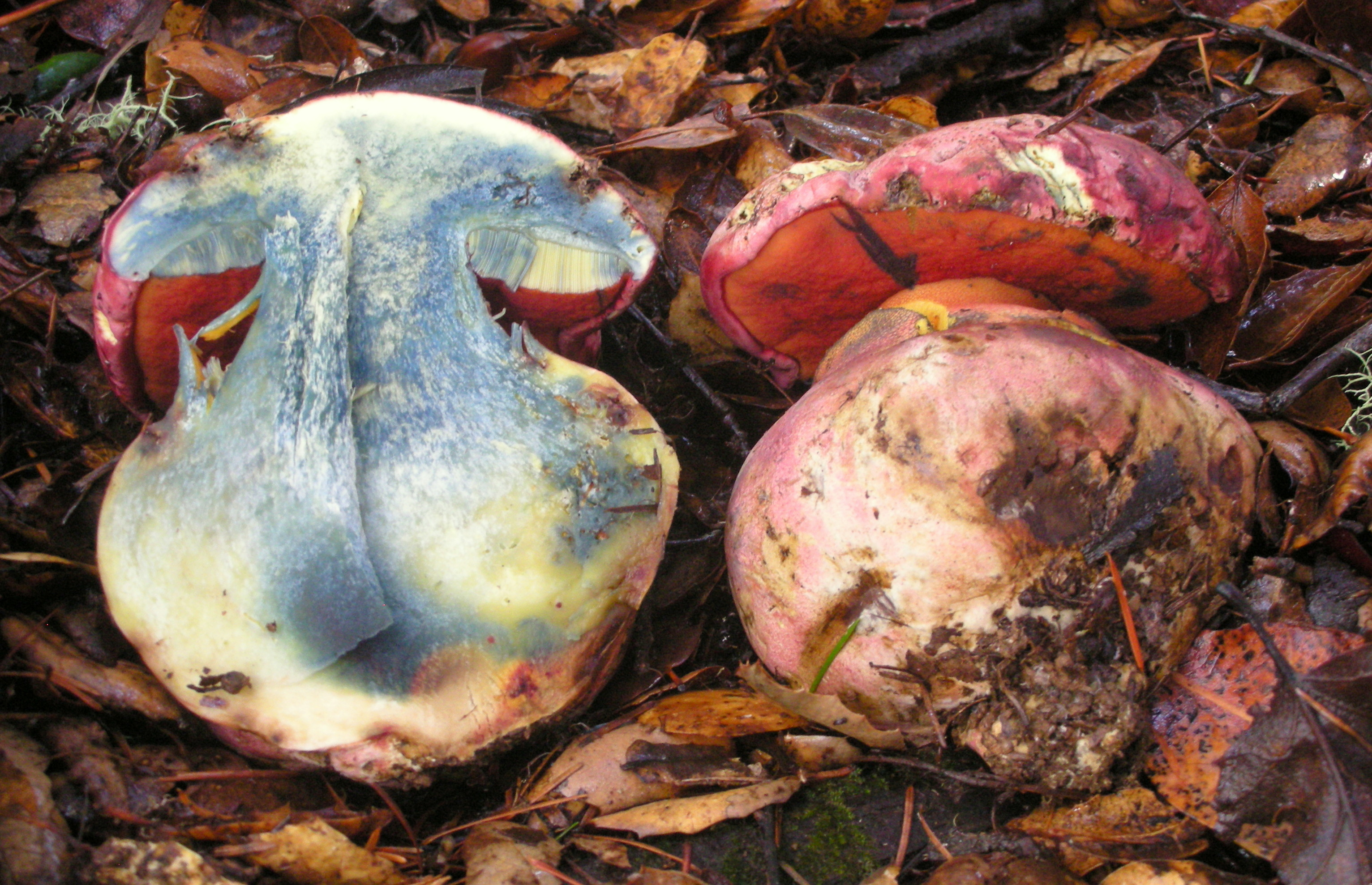
Rubroboletus eastwoodiae
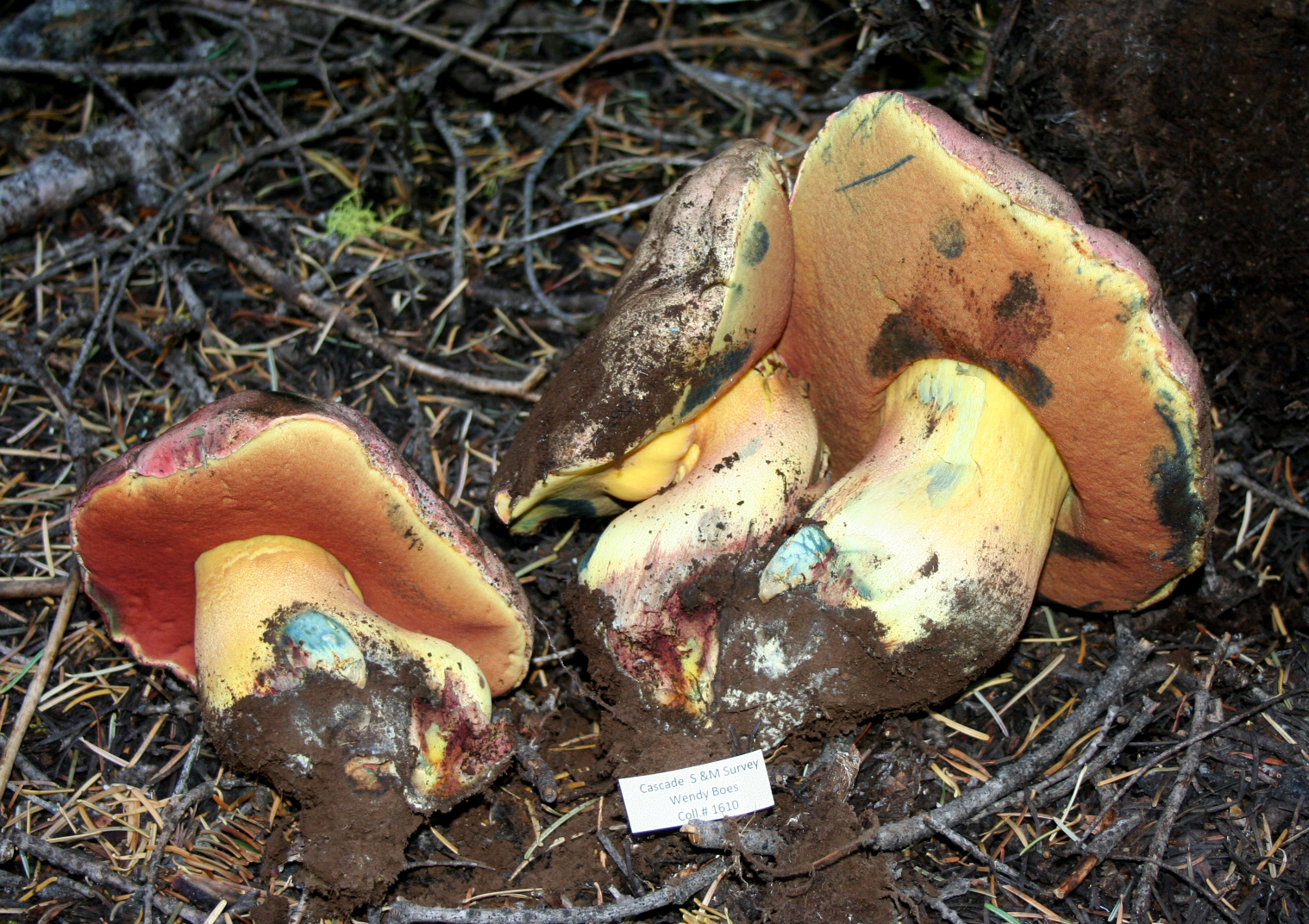
Rubroboletus haematinus
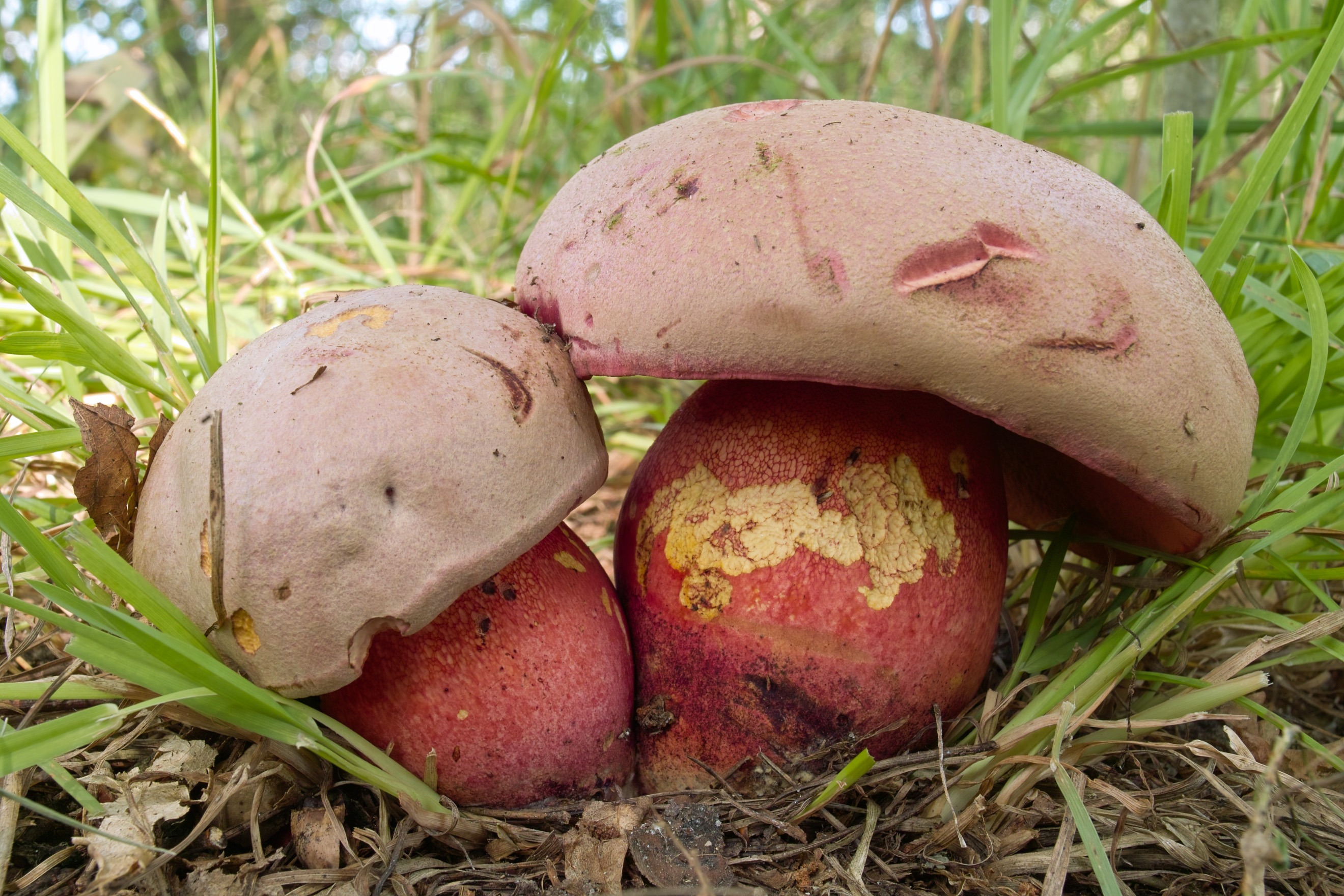
Le Gals Purpur- oder Falscher Satans-Röhrling Rubroboletus legaliae
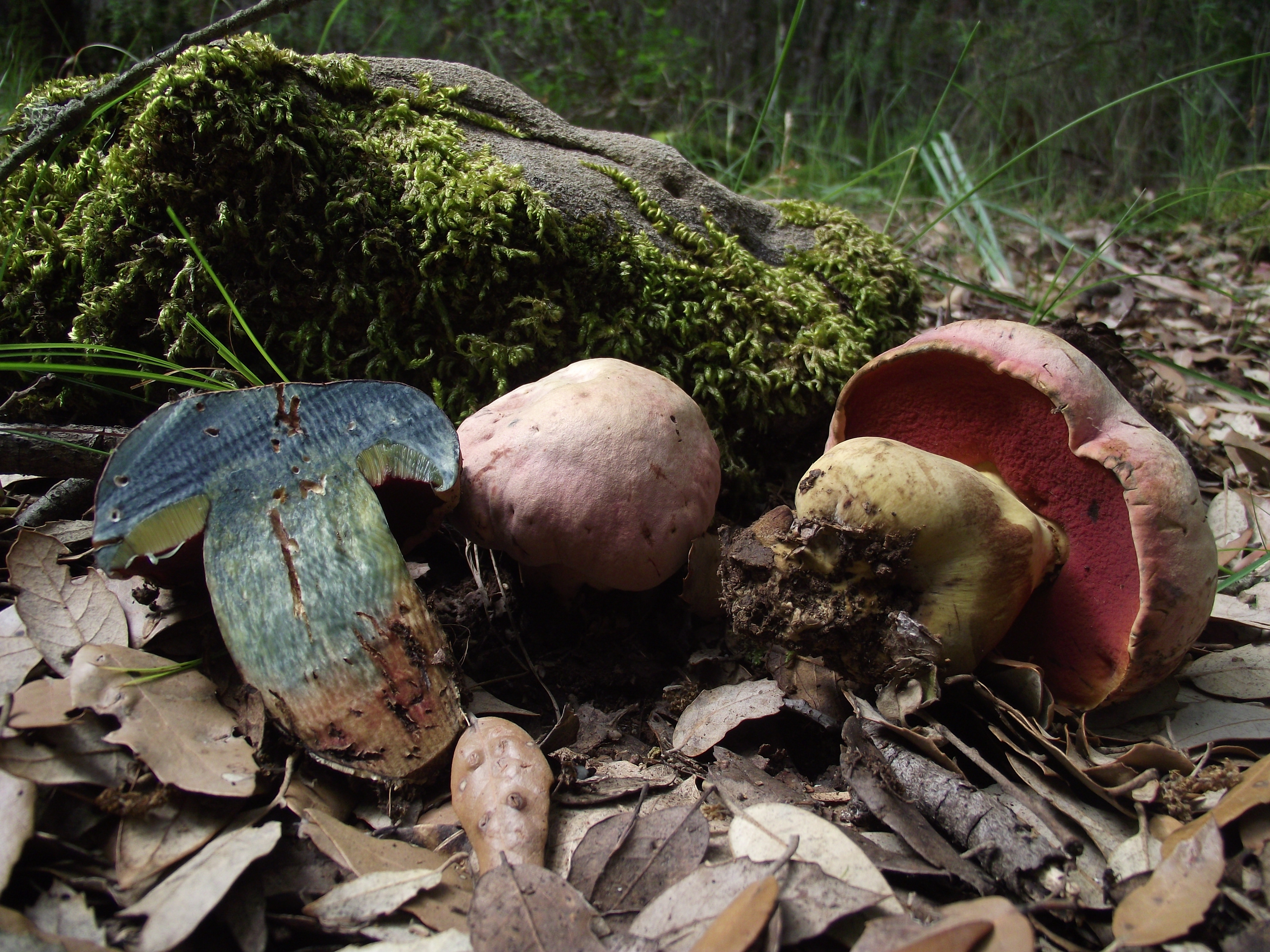
Wolfs-Röhrling Rubroboletus lupinus
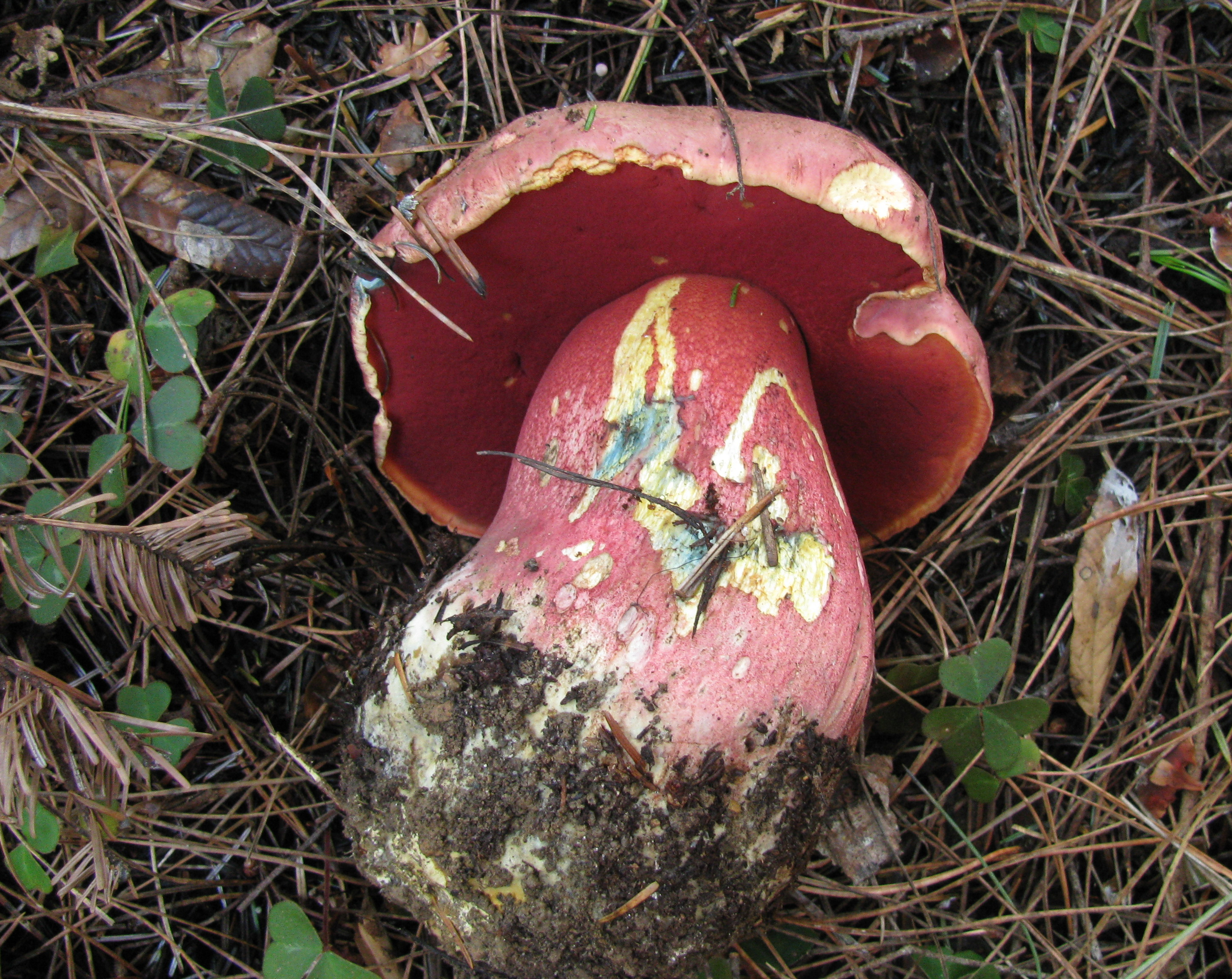
Rubroboletus pulcherrimus
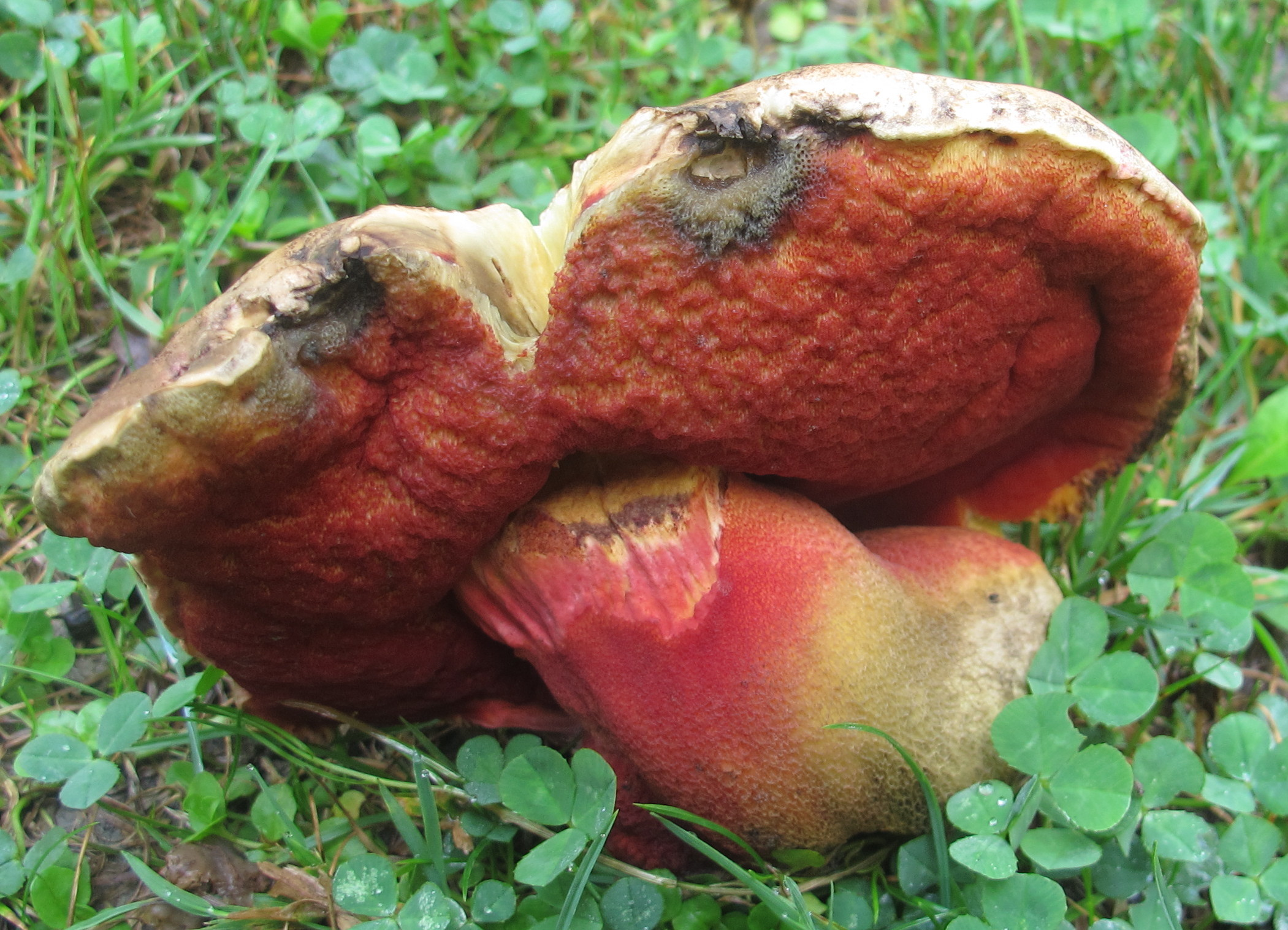
Rubroboletus rhodosanguineus
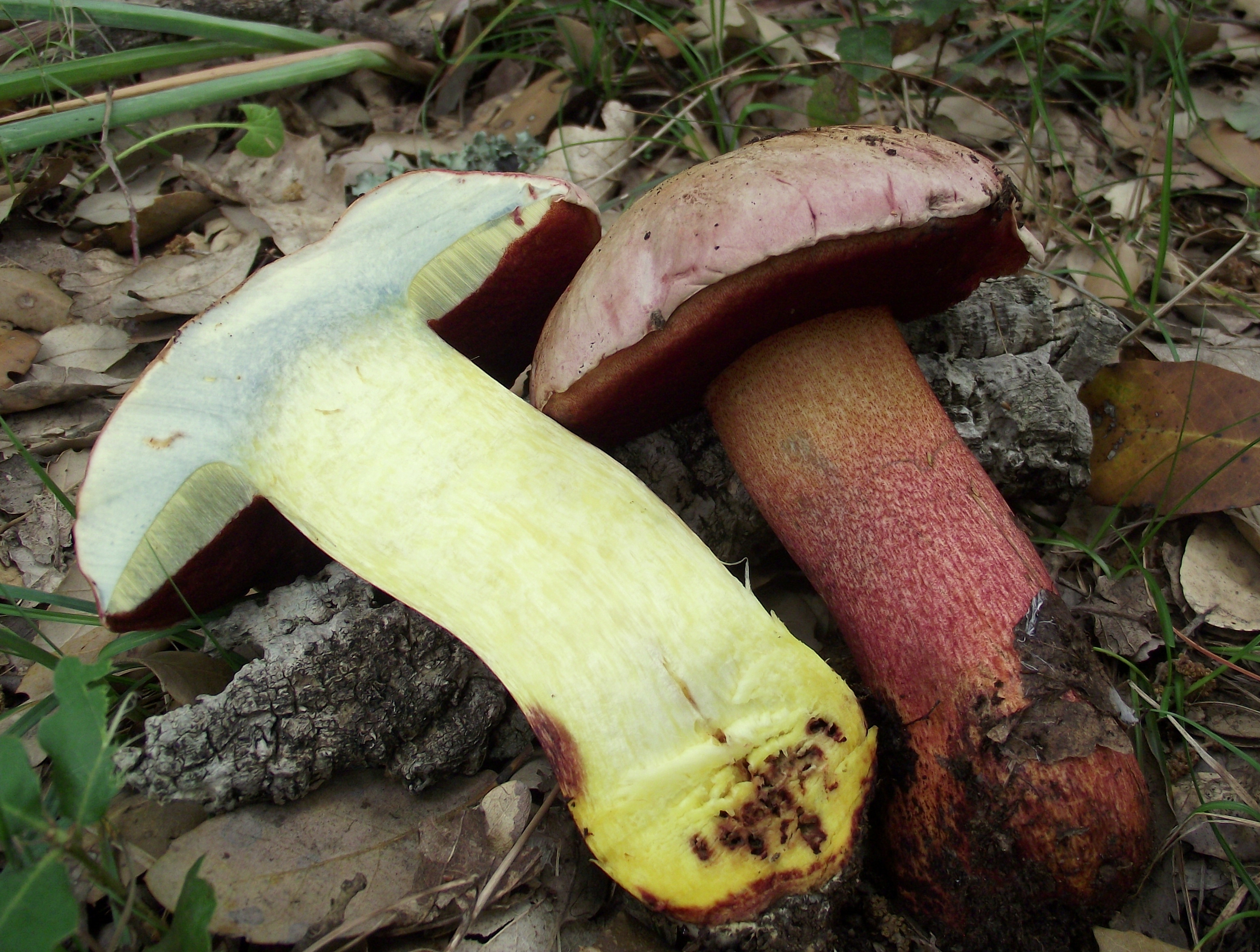
Blasshütiger Purpur-Röhrling Rubroboletus rhodoxanthus
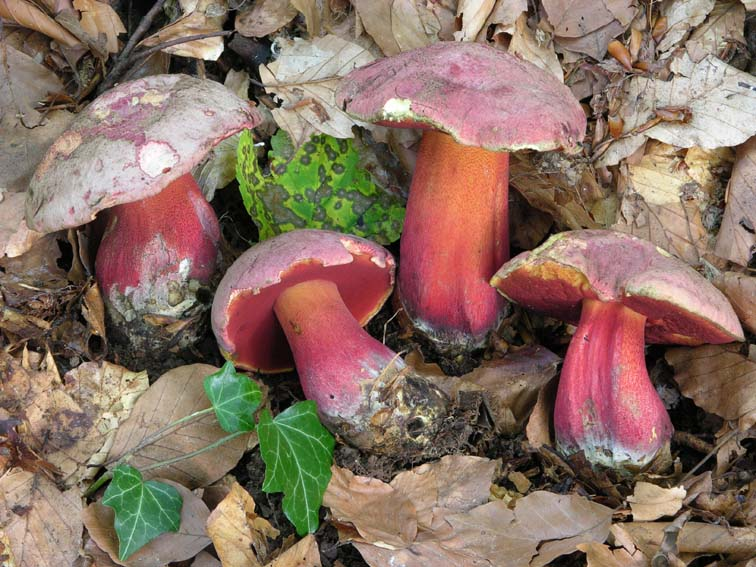
Weinroter Purpur-Röhrling Rubroboletus rubrosanguineus
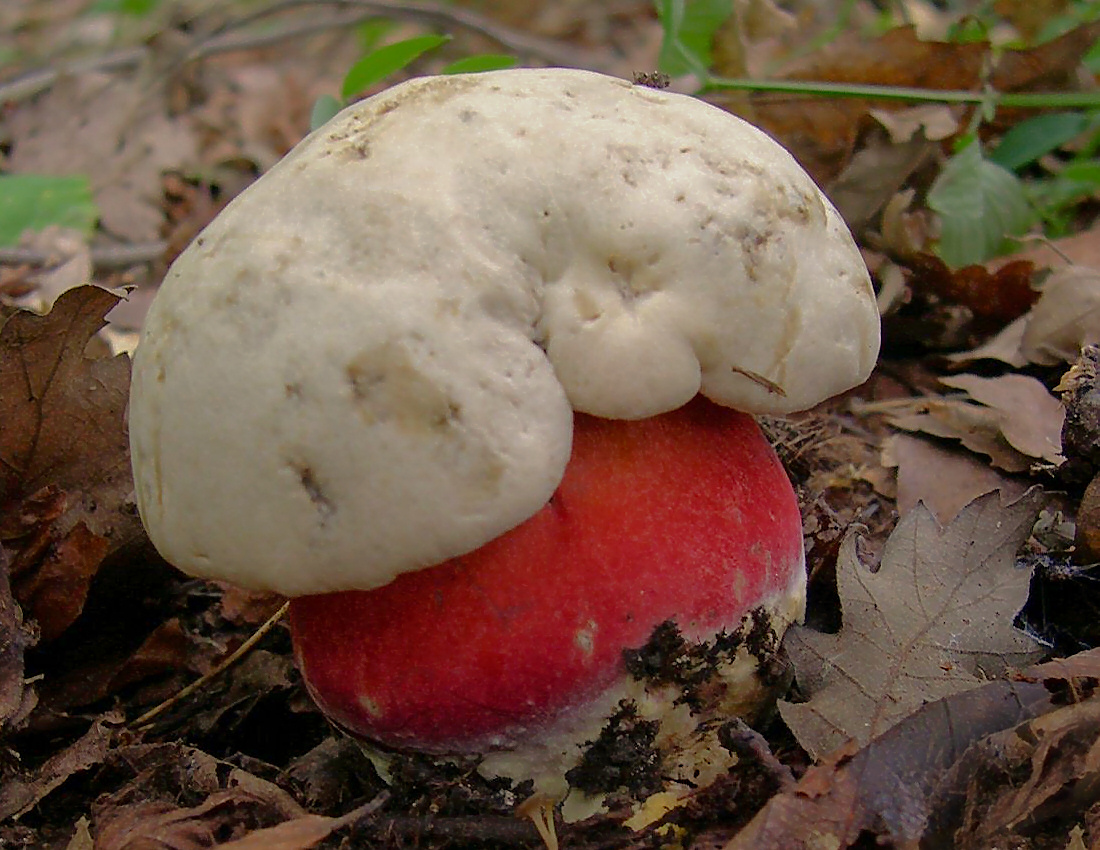
Satans-Röhrling Rubroboletus satanas
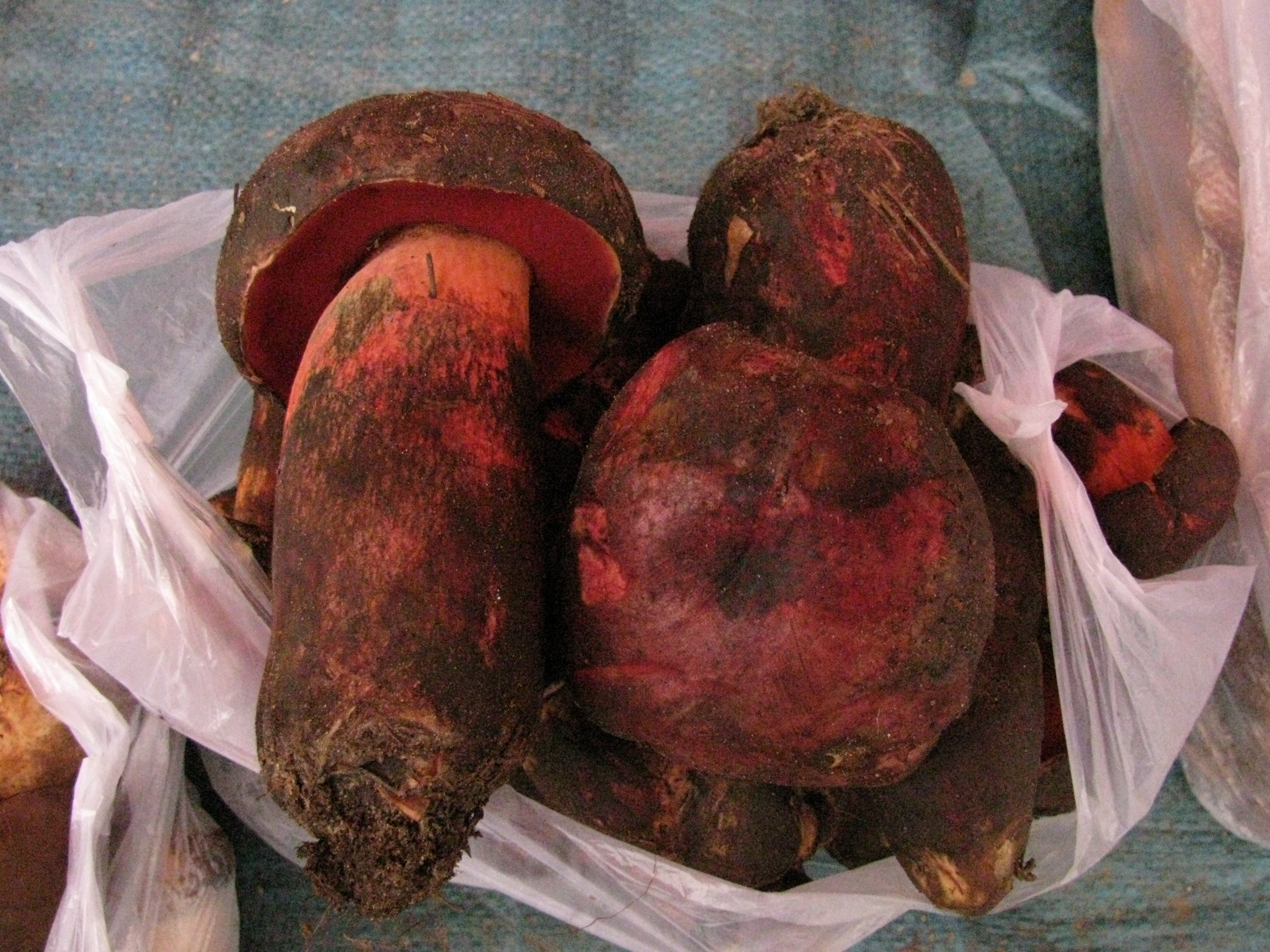
Rubroboletus sinicus

## Systematik
Boletus sect. Luridi ist die artenreichste Sektion in der Gattung der Dickröhrlinge im weiten Sinne (Boletus s.l.) und hat sich als polyphyletisch herausgestellt. Die Vertreter dieser Sektion verteilen sich auf mehrere eigenständige Kladen (Vizzini 2014a; Wu et al. 2014). Rubroboletus entspricht der „sect. Luridi 4“ in Vizzini et al. (2014) und der „clade 40“ der Pulveroboletus-Gruppe in Wu et al. (2014). In den Jahren zuvor wurden bereits einige Arten der Sektion Luridi in die fünf Gattungen Caloboletus, Crocinoboletus, Exsudoporus, Neoboletus and Suillellus transferiert. Darüber hinaus lassen sich die Rubroboletus-Vertreter durch ihre morphologischen Merkmale abgrenzen (siehe Gattungsabgrenzung).

## Namensherkunft
Die Gattungsbezeichnung Rubroboletus leitet sich vom lateinischen Wort ruber „rot“ ab und bezieht sich auf die rote Farbe des Huts, der Oberfläche der Röhrenschicht und des Netzes oder der Punkte auf dem Stiel.